# سبايرو (سلسلة)
سبايرو (بالإنجليزية: Spyro)‏، سلسلة العاب فيديو من نوع مغامرات، ظهورها الأول كان في عام 1998 م على جهاز بلايستايشن. تدور أحداث ألعاب سبايرو حول التنين سبايرو حيث يخوض مغامرات في عوالم مختلفة ويجمع الكريستالات ويسترجع بيوض التنانين المسروقة كما في الجزء الثالث سبايرو عام التنين.

## الألعاب
| 1998 | التنين سبايرو       |
| 1999 | 2: غضب ربتو         |
| 2000 | عام التنين          |
| 2001 | موسم الجليد         |
| 2002 | موسم اللهيب         |
| 2002 | إنتر ذا دراغون فلاي |
| 2003 | هجوم وحيدي القرن    |
| 2004 | مؤامرة كورتكس       |
| 2004 | ذيل البطل           |
| 2005 | ميراث الظل          |
| 2006 | بداية جديدة         |
| 2007 | المساء اللامتناهي   |
| 2008 | فجر التنين          |
| 2009 |                     |
| 2010 |                     |
| 2011 |                     |
| 2012 |                     |
| 2013 |                     |
| 2014 |                     |
| 2015 |                     |
| 2016 |                     |
| 2017 |                     |
| 2018 | رئغنايدت ترلوجي     |

### ثلاثية بلايستيشن الأصلية (1998-2000)
صدرت لعبة التنين سبايرو في أمريكا الشمالية في 9 سبتمبر 1998 وأوروبا في أكتوبر 1998 على جهاز بلاي ستيشن. هي لعبة منصات وضعت اللاعب في دور سبايرو، وهو تنين أرجواني صغير مهمته تحرير زملائه من التنانين من السجون الكريستالية المنتشرة حول عالمهم. يتم الوصول إلى كل مستوى من خلال «بوابات» من عالم رئيسي. تنتهي اللعبة بقتال بين سبايرو والخصم الأساسي ناستي نورك. بيعت اللعبة بشكل جيد، حيث تم بيع إجمالي خمسة ملايين نسخة حول العالم. تلقت اللعبة تقييمات إيجابية من آي جي إن مما أعطى اللعبة تقييم 9 من 10. تلقت شعبية لنتيجتها الموسيقية من قبل ستيوارت كوبلاند.[مِن قِبَل مَن؟]

غضب ربتو، المعروفة باسم غايتواي تو غليمر في أوروبا وأستراليا، تبعه نجاح الجزء الأول، حيث أٌطّلِقَ في 2 نوفمبر 1999 في أمريكا الشمالية و5 نوفمبر 1999 في أوروبا لجهاز بلاي ستيشن. قدمت اللعبة شخصيات جديدة بما في ذلك الفهد هنتر، والفون إلورا، والبروفيسور الخلد، وزوي الجنية. يشبه هيكل اللعبة الجزء الأول، حيث يتم الوصول إلى المستويات من عوالم المنزل الثلاثة الرئيسية: غابة الصيف وسهول الخريف وتندرا الشتاء. تنتهي اللعبة بقتال بين سبايرو والخصم الأساسي، ربتو. تقدم اللعبة بعض القدرات لسبايرو، بما في ذلك التحليق بعد الانزلاق، والسباحة تحت الماء، وتسلق السلالم، وضرب الرأس، والقدرة على استخدام القوى الخارقة مثل سابقتها، نالت استحسان النقاد.
صدرت لعبة سبايرو عام التنين في أمريكا الشمالية في 24 أكتوبر 2000 وأوروبا في 10 نوفمبر 2000 للبلاي ستيشن، وكانت آخر لعبة سبايرو أنشئتها إنسومنياك غيمز. تحتفل التنانين بعام التنين، وهو حدث يقام كل اثني عشر عامًا يصل فيه بيض التنين الجديد إلى عوالم التنين. بيانكا الأرنب المجسم يسرق البيض، ويتبعه سبايرو في حفرة أرنب. يؤدي ثقب الأرنب إلى العوالم المنسية، التي تخضع لحكم الخصم الأساسي للعبة، الساحرة، التي تدربت بيانكا عليها. كما هو الحال في الألعاب السابقة، يتم الوصول إلى المستويات من عالم المنزل المركزي، والتي توجد أربعة منها: شروق شمس الربيع وحدائق منتصف النهار وبحيرة المساء وجبل منتصف الليل. تتميز اللعبة أيضًا بمستويات يتحكم فيها اللاعب في «سباركس»، اليعسوب الرفيق لسبايرو، في لعبة إطلاق النار من منظور عين الطائر بالإضافة إلى أربع شخصيات جديدة قابلة للعب: الكنغر شيلا، سغت. بيرد، اليتي بنتلي، والقرد الوكيل 9.

### أنظمة متعددة ومحمولة (2001–2005)
كانت لعبة سبايرو: موسم الجليد أول لعبة سبايرو لم تطورها إنسومنياك غيمز أو تكون على جهاز بلايستيشن، وصدرت لغيم بوي أدفانس وطورتها ديجيتال إسليبس. تُعرف باسم سبايرو أدفانس في اليابان. يجب أن يستخدم سبايرو أنفاسه النارية لإنقاذ الجنيات في مختلف عوالم الجنيات بعد أن تجُمِّدوا بواسطة وحش شرير يدعى غريندور.
لعبة سبايرو 2: موسم اللهيب هي اللعبة الثانية لديجيتال إسليبس وصدرت لغيم بوي أدفانس. هي تكملة لسبايرو: موسم الجليد، وتقدم اللعبة ميزات جديدة، مثل القدرة على تنفس عناصر أخرى إلى جانب النار. في اللعبة، يجب على سبايرو استعادة اليراعات المسروقة المنتشرة عبر عوالم التنين وإحباط مؤامرة شريرة لربتو وأتباعه.
لعبة سبايرو: انتر ذا دراجون فلاي متاحة لجهاز بلايستيشن 2 ونينتندو غيم كيوب وطورتها إكوينوكس ديجيتال إنترتينمنت وتشيك سيكس ستوديوز. وقد تلقت ردودًا متباينة إلى سلبية من المراجعين، في إشارة إلى مواطن الخلل العديدة، ونقص القصة، والأصالة، وأوقات التحميل الطويلة.[بحاجة لمصدر] تبدأ القصة باستعداد التنانين الصغيرة لاستقبال اليعاسيب والاحتفال. يلتقط ربتو حشرات اليعسوب، مما يجعل التنانين عاجزة، وينثرها عن طريق الخطأ في جميع أنحاء العالم مع تعويذة. يجب أن يستعيد سبايرو اليعسوب.
سبايرو: هجوم وحيدي القرن، المعروفة أيضًا باسم سبايرو أدفنتشر في أوروبا وأستراليا، هي اللعبة الثالثة والأخيرة التي طورتها ديجيتال إسليبس. كُلِّفَ سبايرو بجمع «قلب» كل أرض من أجل إيقاف مخطط ربتو الشرير الأخير بعد حدوث عطل في الآلة في فتح بوابة، مما يعيد ربتو إلى عوالم التنين بعد أحداث سبايرو: انتر ذا دراغون فلاي.
سبايرو البرتقالي: مؤامرة كورتكس، المعروفة باسم سبايرو فيوجن في أوروبا وأستراليا، وسبايرو أدفانس واكواكو توموداتشي دايساكوين! في اليابان. هي لعبة مدمجة بين سلسلتي سبايرو وكراش بنديكوت، ولعبة مصاحبة لكراش بنديكوت بيربل: ربتوس رامباج. في اللعبة، يسافر سبايرو عبر عالم كراش في جهاز تمرير جانبي، بدلاً من العرض التقليدي المتساوي القياس، من أعلى إلى أسفل.
سبايرو: ذيل البطل، صدرت لأجهزة بلايستيشن 2 وإكس بوكس ونينتدو غيم كيوب، وطورتها يوروكوم. تدور اللعبة حول مؤامرة شريرة للشرير ريد، وهو دراغون إيلدر سابقًا، والذي يبدأ في زرع الجواهر المظلمة حول عوالم التنانين، ويمتص الحياة من هذه العوالم. كما أنه يعمل جنبًا إلى جنب مع ناستي نورك وإنيبتون. يبدأ سبايرو بعد ذلك رحلته لتدمير جميع الأحجار الكريمة المظلمة، جنبًا إلى جنب مع سباركس وهنتر وسغت. بيرد، وبلينك.
لعبة سبايرو: ميراث الظل هي تكملة اسبايرو: ذيل البطل وصدرت فقط على نينتندو دي أس. هذه هي أول لعبة سبايرو تُلعب كلعبة تقمص الأدوار بدلاً من المنصات وتسمح اللعبة لسبايرو باكتساب الخبرة والارتقاء وتعلم تعاويذ جديدة وحركات قتالية. يجب أن يستخدم سبايرو مهاراته الجديدة لإنقاذ حلفائه عندما يكونون محاصرين في عالم الظل التي تتميز بمستويات عائدة من مملكة التنين وأفالار والعوالم المنسية.

### ثلاثية ريبوت أسطورة سبايرو (2006-2008)
أسطورة سبايرو هي ثلاثية ألعاب من سلسلة سبايرو. كانت بمثابة ريبوت للسلسلة الأصلية. تستخدم الألعاب مزيجًا من أسلوب اللعب القتالي القريب ومنصات اللعب، على الرغم من أن طريقة اللعب موجهة أكثر نحو القتال أكثر من الألعاب السابقة في سلسلة سبايرو. تدور القصة حول سبايرو، بطل الرواية، وجهوده لمنع رئيس الظلام، وماليفور، من تدمير العالم.[بحاجة لمصدر]
الجزء الأول من هذه اللعبة بعنوان أسطورة سبايرو: بداية جديدة. إنه يركز على أصول سبايرو كتنين أرجواني أسطوري وسعيه لإيقاف سيندر، التنين الأسود الذي يشن حربًا ضد العالم. يلتقي حارس النار، وهو تنين أحمر يخبره عن ماضيه ويعرض عليه تدريبه على قدرته المكتشفة حديثًا على استنشاق النار. يجب على سبايرو بعد ذلك الشروع في السعي إلى عوالم مختلفة لإنقاذ الحراس الثلاثة الآخرين؛ فولتير، والحارس الإلكتروني، وسيرل، وحارس الثلج، وتيرادور، وحارس الأرض. يقوم كل وصي بتدريبه في نفس عنصر جديد لمساعدته في رحلته والقتال في نهاية المطاف مع سيندر نفسها.

### سكيلاندرز: سبايروز أدفانتشر (2011)
أتيحت الفرصة لتويز فور بوب لإحياء سلاسل فيفندي، واختاروا التنين سبايرو. لاحظ باول رايش الثالث: «محاولات إحياء سلاسل التميمة للجمهور العريض لم تشهد نجاحًا متوقعًا في صناعة الألعاب. مجرد إنشاء لعبة سبايرو جديدة بعد الموضة التقليدية كان من غير المرجح أن ينجح» وإعادة اختراع الشخصية باعتبارها «شجاعة حقًا، سبايرو الغريب الآخر» لا يبدو فكرة واعدة. يقول رايش إنه فكر في دمج التكنولوجيا مع الدمى والألعاب لفترة من الوقت، وكان هذا النوع من المفاهيم غريبًا جدًا لدرجة أنها كانت الفكرة الواعدة التي رسمها الفريق للسلسلة.
كان اسم اللعبة الأصلي هو سبايرو كينغدوم من يونيو 2009. كانت اللعبة في الأصل لعبة سبايرو ناضجة مع نغمة أكثر قتامة، والتي تضمنت أيضًا الدم، لكن المطورين تويز فور بوب فقدوا حماسهم وشعروا أن هذا الاتجاه قد حدث لا أشعر وكأنني «سبايرو». لقد أمضوا ستة أشهر في مجموعة متنوعة من الاتجاهات المختلفة مع سبايرو، مع الوقت والميزانية التي قدمتها أكتيفجن. كانت اللعبة الناتجة هي سكيلاندرز: سبايروز أدفانتشر لعام 2011، والتي صدرت على بلاي ستيشن 3 وإكس بوكس 360 ووي ونينتندو 3دي أس ومايكروسوفت ويندوز. طورت لعبة متصفح مصاحبة بواسطة فريما ستوديوز، تسمى سكيلاندرز: سبايروز يونيفيرس. صنفت في الأصل على أنها ريبوت للسلسلة والأولى في ثلاثية جديدة من ألعاب سبايرو. في مقابلة، قال رايش، «لقد تشرفت بتسليم سبايرو وعالمه، وطلبنا ليس فقط صنع لعبة جديدة، ولكن صنع نوع جديد من اللعبة مع سبايرو كبطل، وليس فقط إعادة اختراعه ولكن لإعادة اختراع دوره باعتباره هذا النوع من قادة طاقم الشخصيات، والذهاب إلى عالمه مع مجموعة الشخصيات هذه. إذا كنت تريد لعب سبايرو طوال الوقت، يمكنك ذلك. إذا كنت تريد التبديل بين الشخصيات، يمكن. لكنه عالم سبايرو».
في عام 2012، بعد نجاح مفهوم اللعب في الحياة، أعادت أكتيفجن تسمية لعبة المتصفح سكيلاندرز: سبايروز يونيفيرس إلى سكيلاندرز: يونيفيرس، ولم تتضمن الإصدارات المستقبلية من الأجهزة، والألعاب المحمولة اسم سبايرو في عناوينها. أزيلت شخصيات سبايرو مثل سبايرو وسيندر لصالح شخصيات سكيلاندرز الأصلية ولكن ظلت قابلة للعب طوال السلسلة - بفضل التوافق مع شخصيات الدمى - على الرغم من عدم وجود دور أو مظهر أو حوار في القصة. في ذلك العام، بدأت أكتيفجن في تسمية سكيلاندرز بـ «عنوان IP الجديد للشركة» في الفترة التي سبقت إطلاق سكيلاندرز: جاينتز. في مقابلة مع مجلة نينتندو الرسمية في المملكة المتحدة، قال أليكس نيس، المنتج في تويز فور بوب، «لست متأكدًا من أنني سأقول أن سكيلاندرز: سبايروز أدفانتشر ركزت على شخصية سبايرو. سبايرو هي شخصية أحببناها جميعًا وهي كان المعجبون يتعرفون على ألعاب الفيديو السابقة من سبايرو، ولكن اللعبة لم تكن بالضرورة مخصصة لأي سكيلاندر بعينه. كان هدفنا دائمًا جعل هذا اللعب ممتعًا مع كل شخصية ونأمل أن يكون أكثر متعة عند التبديل بينهم. عند تسمية سكيلاندرو: جاينتز، أردنا أن يركز العنوان على الشيء الكبير الجديد - جاينتز».
في مقابلة عام 2014 مع ذا فيرج، اعترف رايش بأن تويز فور بوب استخدمت سبايرو كـ «خطاف» لجذب انتباه المستهلك ووسائل الإعلام. قال: «لقد كانت قدمًا في الباب للصحافة والمستهلكين لأنها كانت شيئًا يمكن أن يرتبطوا به.» أصبحت سكايلاندرز سلسًة خاصًة بها منذ ذلك الحين، وأنتجت العديد من التعديلات في الكتب المصورة والروايات وبرنامج تلفزيوني على نتفليكس يسمى أكاديمية سكاي لاندرز.

### سبايرو رئغنايدت ترلوجي (2018)
بدأت المناقشات حول إعادة إطلاق سبايرو في وقت مبكر من عام 2014. في مقابلة في يوليو 2014 مع ذا ديلي تلغراف، الرئيس التنفيذي لشركة سوني إنتراكتيف إنترتينمنت، صرح أندرو هاوس أن فريقه كان يفكر في إعادة سبايرو مرة أخرى. صرح هاوس أنه يعتقد أن لاعبي الفيديو سيكونون مهتمين بإعادة زيارة شخصية من شبابهم. في وقت لاحق من نفس العام، ذكر الرئيس التنفيذي لشركة إنسومنياك غيمز تيد برايس أيضًا إن صنع لعبة سبايرو جديدة كان أمرًا ممكنًا. في عام 2017، صرح المطور فكيريوس فيجينز أنهم كانوا على دراية بمدى ارتفاع الطلب الشعبي لإحياء سلسلة سبايرو الكلاسيكية. قالوا في بيان: «استمر في السؤال». أعلن رسميًا عن سبايرو رئغنايدت ترلوجي في 5 أبريل 2018 وكان من المقرر إطلاقها في 21 سبتمبر 2018 لجهاز بلايستيشن 4 وإكس بوكس ون، قبل أن تؤجل إلى 13 نوفمبر 2018. طورت اللعبة تويز فور بوب مطور سكيلاندرز. ونقلت اللعبة إلى مايكروسوفت ويندوز ونينتندو سويتش، بتاريخ 3 سبتمبر 2019.

### ألعاب أخرى
بالإضافة إلى كراش بيربل وسبايرو أورنج، ظهر سبايرو في العديد من المظاهر المتقاطعة في سلسلة كراش بانديكوت. يظهر سبايرو كشخصية قابلة للعب في نسخة الغيم بوي أدفانس من كراش نيترو كارت، وظهر في كراش توين سانيتي. تمت إضافة عناصر من سلسلة سبايرو إلى كراش تيم رايسنغ نايترو-فيولد كجزء من تحديث لعبة ما بعد الإطلاق في أغسطس 2019. يظهر سبايرو وهنتر وناستي نورك كشخصيات قابلة للعب، إلى جانب عربات ذات طابع سبايرو و«حلبة سبايرو» كمضمار السباق. قام سبايرو أيضًا بصنع زوجين من النقش كحوض سباحة يطفو وكبالون استعراض في كراش بانديكوت 4: إتز أباوت تايم.

## الشخصيات
- سبايرو : بطل اللعبة الأساسي رغم وجود العديد من الشخصيات التي تأخذ مكانه في بعض الأحيان لجمع البيض والكريستلات، شخصيه ظريفه ولها شعبيتها الجارفه في اليابان وخصوصاً عند الأطفال.
- سباركس : المساعدة الرسمية لسبايرو والمرافقة الدائمه له من أول جزء على أجهزة الفيديو جيمز، لها وظيفه أساسيه في هذا الجزء وهي جعل صحة سبايرو في أحسن مايكون ولها عدة حالات فإذا كان لونها أصفر فهذا يعني ان صحتها كامله وإذا كان لونها أزرق فصحتها ثلاث أرباع وإذا كان لونها أخضر فهذا يعني ان لها نصف الصحة الكاملة وإذا كان غير موجوده فهذا يعني أن سبايرو سيموت من ضربه واحده فقط، ولها وظائف أخرى ثانويه أيضاً مثـل فتح الأبواب والصناديق الذهبية مضافاً إلى مهامها الخاصة حيث ستتحكم بسباركس بمراحل متقدمه من اللعبة.
- هونتر : شخصيه ظريفه هي الأخرى وهو عباره عن حيوان الفهد ولكن ليس كما نعرف الفهد بشراسته وقوته، سيكون المساعد الأول لسبيارو وكتفه الأيمن وبإمكانك أيضاً أن تتحكم فيه في مهام موجوده في اللعبة ويمتاز بقوسه الغريب نوعاً مـا.
- الطائر جيمس : يقوم هذا الطائر بمساعدتك في مهام مراحل السبيداوي وبإمكانه هذه المرة إطلاق الصواريخ ورمي القنايل واستخدام محركات التوربو وغيرها من المزايا المتوفره فيه، إذا تمكنت من السيطرة عليه أثناء اللعب فتأكد أن مراحل السبيداوي ستحصل على علامه كامله بها.
- بلينـك : هذا الخـُـلد الصغير يتواجد في اللعبة لأول مره، ويملك صلة قرابه مع عمه البروفسور، يملك سلاح ناري قوي ولكنه يبقى في الأخير خلداً وسترى عند بعض مهامه بأنه سوف يقوم بالتحفير كما تفعل تلك المخلوقات تماما.
- البروفسور : شخصيه متواجده بشكل دائم في أجزاء سبايرو ويحب العلم والبحث عن المجهـول، يقوم بإعطاءك تحديات خاصه في اللعبة.
- موني باج : شخص سمين يحب المال، ستراه في كل مكان تقريباً لأنه سيصبح أهم من السابق لأنه بعض الأمور لاتتم إلا بالمرور على محل موني باج والذي يقوم ببيـع 15 صنـف من الأداوت والتي تساعدك على إنهاء اللعبة ولكن للأسف لن تحصل على أي شيء إلا بالمال.
- الجنيه زو : هذه شخصيـه أخرى متواجده عبر سلسلة سبايرو ومهمتها الأساسية في اللعبة هي التخزين التلقائي لكرت الذاكرة والتخزين الوقتي والذي عندما تموت ترجع إلى أقرب مكان مريت بجانب هذه الجنيـه اللطيفـه.

## التقييم
| لعبة                            | غيم رانكينغز | ميتاكريتيك                                         |
| ------------------------------- | ------------ | -------------------------------------------------- |
| التنين سبايرو                   | (PS1) 85%    | —                                                  |
| سبايرو 2: غضب ربتو              | (PS1) 87%    | —                                                  |
| سبايرو عام التنين               | —            | (PS1) 91/100                                       |
| سبايرو: موسم الجليد             | —            | (GBA) 74/100                                       |
| سبايرو 2: موسم اللهيب           | —            | (GBA) 76/100                                       |
| سبايرو: إنتر ذا دراغون فلاي     | —            | (GC) 48/100 (PS2) 56/100                           |
| سبايرو: هجوم وحيدي القرن        | —            | (GBA) 72/100                                       |
| سبايرو البرتقالي: مؤامرة كورتكس | —            | (GBA) 60/100                                       |
| سبايرو: ذيل البطل               | —            | (GC) 62/100 (PS2) 60/100 (Xbox) 64/100             |
| سبايرو: ميراث الظل              | —            | (NDS) 50/100                                       |
| سبايرو رئغنايدت ترلوجي          | —            | (NS) 79/100 (PC) 75/100 (PS4) 82/100 (XONE) 83/100 |

اعتبارًا من عام 2007، باعت سلسلة سبايرو أكثر من 20 مليون وحدة في جميع أنحاء العالم. وفقًا لصحيفة لوس أنجلوس تايمز، باعت أول لعبة سبايرو 4.8 مليون وحدة اعتبارًا من نوفمبر 2007، مما يجعلها في المركز السابع عشر في قائمة أكثر ألعاب بلاي ستيشن مبيعًا. سبايرو 2: غضب ربتو باعت 3.45 مليون وحدة في الولايات المتحدة، بينما باعت سبايرو عام التنين 3.28 مليون.

## مواقع خارجية
- صفحة سبايرو في موقع أنسومانيك المطور للعبة